# Gurania wageneriana
Gurania wageneriana är en gurkväxtart som först beskrevs av Diederich Franz Leonhard von Schlechtendal, och fick sitt nu gällande namn av Célestin Alfred Cogniaux. Gurania wageneriana ingår i släktet Gurania och familjen gurkväxter. Inga underarter finns listade i Catalogue of Life.